# Río Bolshói Kinel
El río Bolshói Kinel (del ruso: Большо́й Кине́ль) es un río de Rusia, afluente por la derecha del Samara, de la cuenca hidrográfica del Volga.

## Geografía
Discurre por territorio de los óblasts de Oremburgo y Samara. Tien una longitud de 437 km y una cuenca de 15.200 km². Su caudal medio es de 33.6 m³/s en Timashevo.
Nace en la parte septentrional de la cordillera de los Urales meridionales Obshchi Syrt, no lejos de la frontera con la república de Bashkortostán. Fluye en su comienzo en dirección noroeste y oeste por una paisaje de estepa agrícola. El río tiene muchos afluentes. Poco antes de llegar a la frontera del óblast de Samara, atraviesa la ciudad de Buguruslán. Siguiendo en dirección oeste por el este del óblast, pasa por Pójvistnevo.
Tras recibir las aguas del Savruchka tuerce hacia el sudoeste, encontrando a la altura del selo de Kinel Cherkasy, al Mali Kinel. Continúa en la misma dirección, pasando por Otradny, antes de volverse hacia el oeste tras recibir las aguas del Kutuluk y del Sarbai. Desemboca finalmente en el Samara, unos 20 km al este de Samara, cerca de Ust-Kinelski y Kinel.
Permanece congelado desde noviembre a mediados de abril. Tiene un régimen principalmente nival. Es navegable en su curso inferior.

### Principales afluentes
- Mali Kinel
- Kutuluk